# Порічки альпійські
Порічки альпійські (Ribes alpinum), синонім — порічки блискучі (Ribes lucidum) також смородина альпійська, смородина блискуча — рослина з родини аґрусових. 

## Поширення
Батьківщина — Центральна та Північна Європа від Фінляндії та Норвегії на південь до Альп і Піренеїв. На півдні ареалу зустрічається високо в горах. Рідко зустрічається в Західній Європі та Великій Британії.

## Опис
Прямостоячий густий кущ. Росте до 2 м заввишки та до 1,5 м завширшки. Кора спочатку гладенька, світло-сіра, згодом стає коричневуватою та тріскається. Листки пальчасті. Верхня частина листків темно-зеленого кольору з волосками, нижня частина — світло-зелена. Рослини дводомні (чоловічі та жіночі квітки розквітають на різних рослинах). Квітки зібрані в групи біля основи листків, чоловічі суцвіття довші за жіночі. Окремі квітки маленькі, зеленувато-білі. Плід — ягода червоного кольору, без смаку.